# اريك غارسيا (لاعب كرة قدم)
اريك غارسيا (بالإسبانية: Eric García Orive)‏ هو لاعب كرة قدم إسباني، ولد في 18 يوليو 1993 في إسبانيا. لعب مع نادي ميرانديس.

## وصلات خارجية
- اريك غارسيا على موقع قاعدة بيانات كرة القدم.إي يو (الإنجليزية)
- اريك غارسيا على موقع Soccerway.com (الإنجليزية)